# Collegium Maius
Il Collegium Maius (in latino "Collegio grande") situato nel centro storico di Cracovia, in Polonia, è l'edificio più antico dell'Università Jagellonica, risalente al XIV secolo. Si trova all'angolo di ulica Jagiellońska e ulica Świętej Anny (via Sant'Anna) vicino alla piazza principale del centro storico della città.
Il Collegium Maius è la sede del Museo dell'Università Jagellonica (polacco: Muzeum Uniwersytetu Jagiellońskiego), un museo istituito su iniziativa del Prof. Karol Estreicher dopo meticolosi restauri che durarono dal 1949 al 1964 riportando l'edificio al suo aspetto originale antecedente al 1840.
Il Museo del Collegium Maius dispone di aule, sale comuni, alloggi dei professori, una biblioteca e un tesoro contenente le mazze gotiche dei rettori e il Globus Jagellonicus, contenente la più antica raffigurazione delle Americhe. Gli oggetti in esposizione includono anche strumenti scientifici medievali, mappamondi, dipinti, oggetti da collezione, mobili, monete e medaglie.

## Storia
La prima università polacca, conosciuta all'epoca come Akademia krakowska, aveva 36 anni quando si trasferì nell'edificio nel XIV secolo dopo che il re Ladislao II Jagellone l'aveva acquistato con fondi lasciati in eredità dalla sua defunta moglie, la regina Edivge (Jadwiga).
Il Collegium Maius fu ricostruito alla fine del XV secolo in stile tardo-gotico, attorno a un ampio cortile delimitato da portici. Nel 1517 fu costruito un pozzo al centro del cortile. I professori vivevano e lavoravano al piano di sopra, mentre le lezioni si tenevano al piano di sotto.
Nel 1490 il Collegium Maius annoverava tra i suoi studenti Niccolò Copernico, l'astronomo del Rinascimento che avrebbe rivoluzionato le idee europee sull'universo.

## Galleria d'immagini

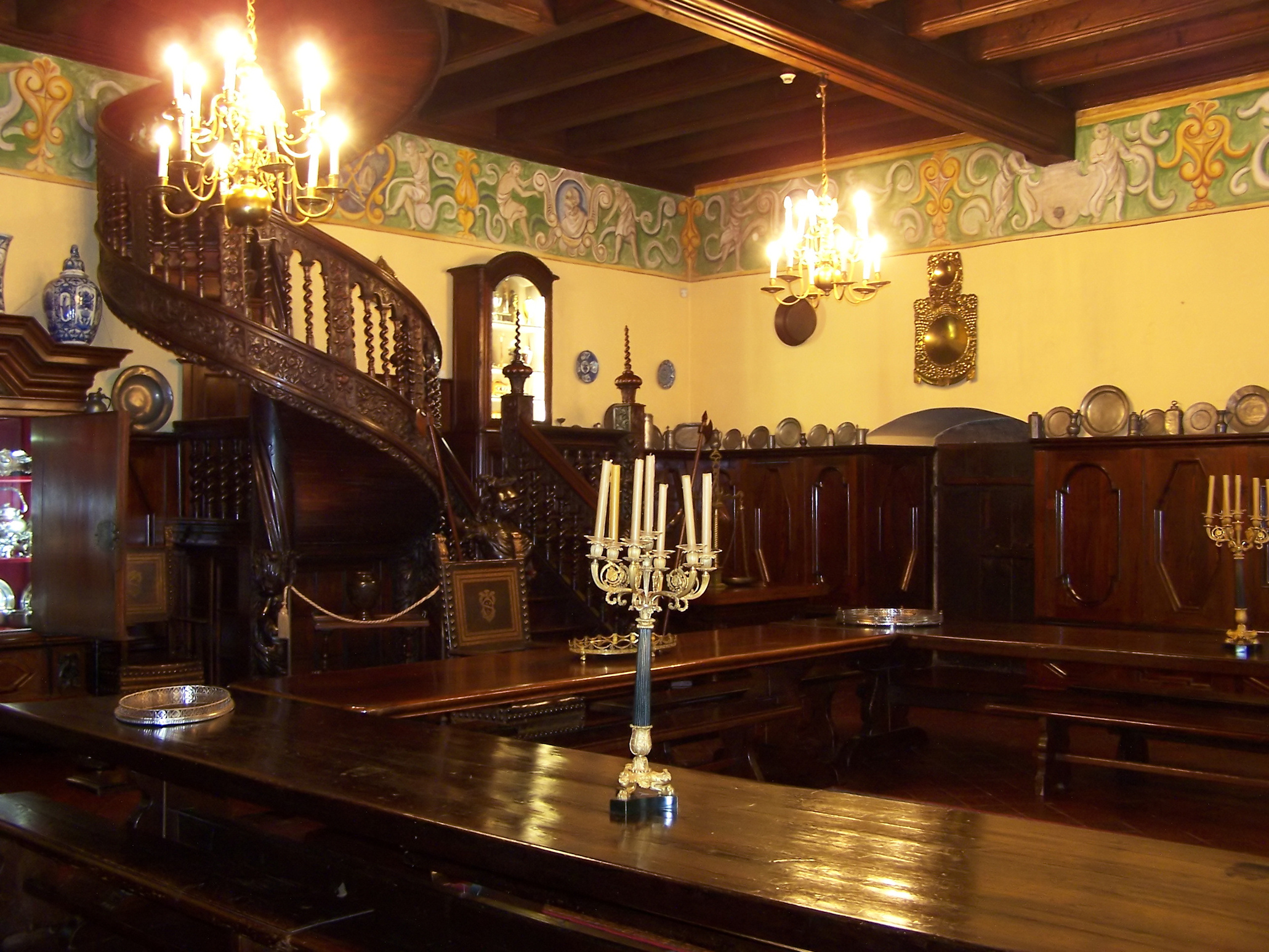
Stuba Communis ("sala dei professori") nel Collegium
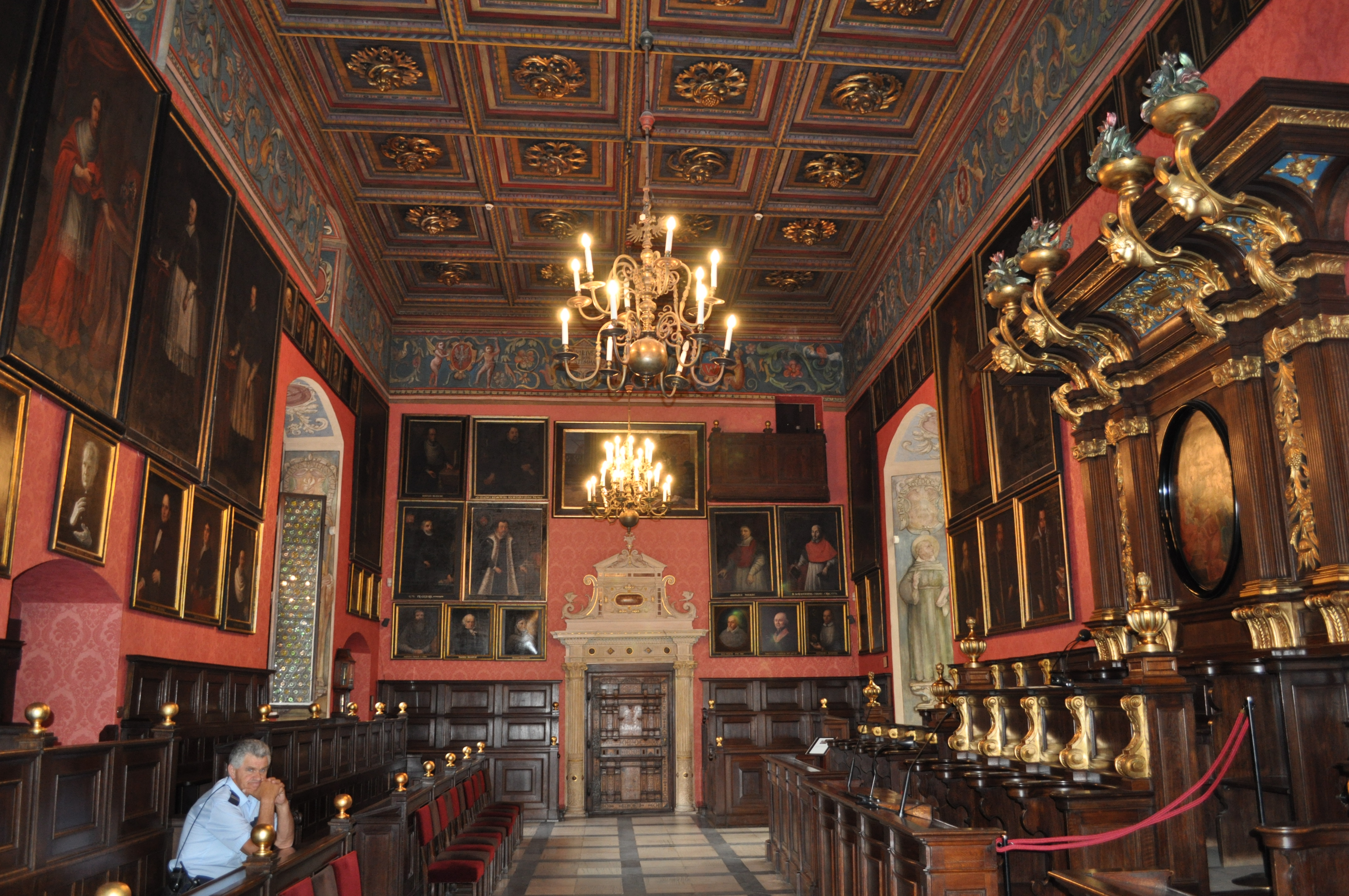
Sala delle assemblee Collegium Maius
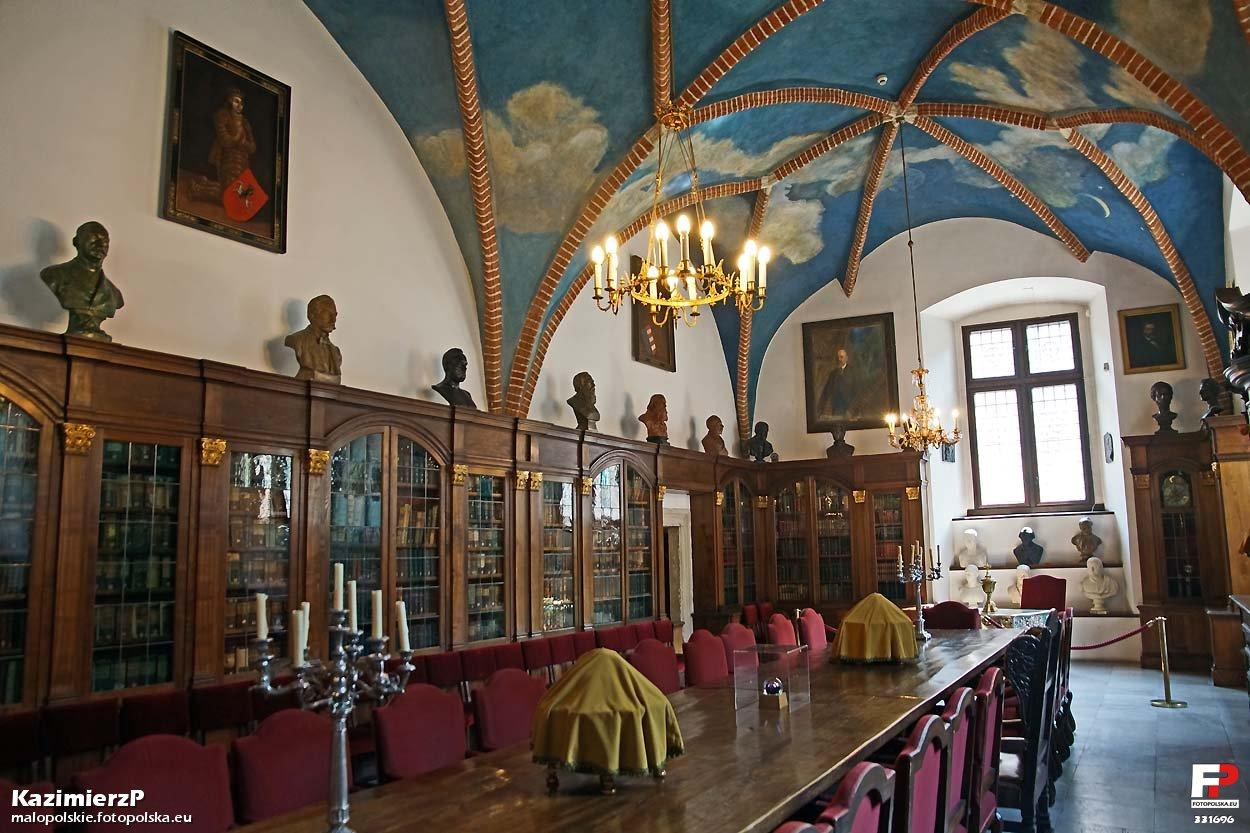
Sala della biblioteca antica